# 林森藏骨塔
林森藏骨塔，位于中国福建省福州市连江县琯头镇青芝山，为一个省级文物保护单位，类型为古建筑及历史纪念建筑物，为第三批福建省文物保护单位，公布时间为1991年4月17日。

## 历史
林森藏骨塔的設立年代为1926年。中華民國國民政府主席林森遗骨原拟安葬于此，但抗日战争之故，葬于重庆林园。